# Młode wilki 1/2
Młode wilki 1/2 – polski, sensacyjny film fabularny w reżyserii Jarosława Żamojdy z 1997 roku. Prequel filmu Młode wilki z 1995, tego samego reżysera.
Pierwotnie rolę „Cichego” w filmie miał zagrać Paweł Kukiz.

## Obsada
- Anna Mucha − Ania
- Krzysztof Antkowiak − Krzysiek Drozdowski
- Jarosław Jakimowicz − Cichowski „Cichy”
- Zbigniew Suszyński − „Skorpion”
- Paweł Deląg − „Biedrona”
- Tomasz Preniasz-Struś − „Kobra”
- Alex Murphy / Dariusz Odija (głos) − „Czarny”
- Jan Nowicki − Jerzy Chmielewski
- Jerzy Molga − prokurator Bogdan Wielewski
- Aleksander Fabisiak − Grabowski
- Zdzisław Wardejn − Fogiel
- Marcin Sosnowski − policjant „Lolo”, współpracownik prokuratora
- Jerzy Braszka − policjant Rojewski
- Andrzej Musiał − policjant
- Grzegorz Mostowicz-Gerszt − kapral, człowiek „Lola”
- Jacek Bereżański − „Młody”, zabity policjant
- Redbad Klynstra − „Skaza”
- Justyna Grzybek − „Donna”, dziewczyna „Skazy”
- Przemysław Saleta − „Komandos”
- Przemysław Kozłowski − „Czapla”
- Andrzej Bryg − „Amant”
- Marek Jera − „Wieszak”
- Henryk Nolewajka − „Dziki”
- Cezary Żak − adwokat Krzyśka
- Maciej Czapski − szef gorzelni
- Mirosław Jękot − Helmut
- Jan Heba − strażnik w gorzelni
- Piotr Makowski − szef Polizei
- Małgorzata Rożniatowska − celniczka
- Dariusz Gnatowski − kierowca „Holender”
- Tamara Arciuch − Agata, koleżanka Ani
- Michał Jaroszewicz − chłopak
- Joanna Osińska-Falkiewicz − spikerka
- Wojciech Chorąży – dowódca AT (nie występuje w napisach)[2]
- Arkadiusz Nader – niemiecki policjant (nie występuje w napisach)[2]
- Milan Skrobic – strażnik w gorzelni (nie występuje w napisach)[2]

## Fabuła
Szczecin, rok 1994. Zarówno biznesmeni, jak i mafia, przemycają z Niemiec wielkie ilości spirytusu. Jednym z przemytników jest Jerzy Chmielewski. Tymczasem na plaży trzej policjanci znajdują walizkę, a w niej pół miliona dolarów. Dwaj z nich mordują trzeciego, uczciwego, a o zbrodnię oskarżają niejakiego Krzyśka Drozdowskiego, przypadkowego świadka zdarzenia. Zajmujący się sprawą Krzysztofa prokurator Bogdan Wielewski oferuje mu pomoc. Tymczasem Ania, dziewczyna Krzyśka, przyłącza się do grupy przestępców, którzy jadą do Niemiec po spirytus.

## Plenery
Film realizowany był w Szczecinie (m.in. ul. Gabriela Narutowicza, Klub „Imperium”, dziedziniec Zamku Książąt Pomorskich, Wały Chrobrego), w okolicach przejścia granicznego Lubieszyn-Linken i na trasie DW142 oraz promie morskim MF Pomerania, w Międzyzdrojach, a także w Świnoujściu i Warszawie.